# Theretra scotinus
Theretra scotinus är en fjärilsart som beskrevs av Rothschild och Jordan 1915. Theretra scotinus ingår i släktet Theretra och familjen svärmare. Inga underarter finns listade i Catalogue of Life.